# Libéma Open 2025
Libéma Open 2025 — тенісний турнір, що проходив на трав'яних кортах у місті Гертогенбос, Нідерланди з 9 до 15 червня. Належав до категорії ATP 250, був турніром серії Rosmalen Grass Court Championships 2025 року.

## Фінальна частина

### Чоловіки, одиночний розряд
Габрієль Діалло —  Зізу Берґс 7–5, 7–6(10–8)

### Жінки, одиночний розряд
Елісе Мертенс —  Елена-Габрієла Русе 6–3, 7–6(7–4)

### Чоловіки, парний розряд
Меттью Ебден /  Джордан Томпсон —  Джуліан Кеш /  Ллойд Гласспул 6–4, 3–6, [10–7]

### Жінки, парний розряд
Ірина Хромачова /  Фанні Штоллар —  Ніколь Меліхар /   Людмила Самсонова 7–5, 6–3